# Język zorop
Język zorop, także: yafi (a. yaffi, jafi), wagarindem (a. wargarindem), warlef, jafi wagarindem – język papuaski z rodziny języków pauwasi, używany w prowincji Papua w Indonezji, przez grupę ludności blisko granicy z Papuą-Nową Gwineą. Według danych z 2005 roku posługuje się nim 230 osób.
W publikacji Peta Bahasa do obszaru tego języka zaliczono wieś Warlef (przysiółki Tokondo, Abiu, Sungguar, Tainda) w dystrykcie Senggi (kabupaten Keerom). Stwierdzono zanik jego użycia; według danych Ethnologue posługują się nim tylko osoby dorosłe. Powszechnie znane są języki indonezyjski i malajski papuaski.
Opublikowano listy jego słownictwa. Jest blisko spokrewniony z emumu (emem) i karkar-yuri. Zorop i emumu są silnie odrębne słownikowo (25% podobieństwa leksykalnego). Niewykluczone, że języki pauwasi są przedstawicielami rodziny transnowogwinejskiej (co sugerują dane z języków zorop i tebi, m.in. paradygmaty zaimków), przy czym przeszkodą dla ustalania związków zewnętrznych jest słaby poziom dokumentacji.